# Idle (rivière)
Pour les articles homonymes, voir Idle (homonymie).
 (juillet 2014).
Si vous disposez d'ouvrages ou d'articles de référence ou si vous connaissez des sites web de qualité traitant du thème abordé ici, merci de compléter l'article en donnant les références utiles à sa vérifiabilité et en les liant à la section « Notes et références ».
L'Idle est une rivière du Nottinghamshire, en Angleterre.

## Géographie
Elle prend sa source de la confluence de la Maun et de la Meden, coule vers de nord, arrose Retford et Bawtry, et se jette dans la Trent près de Misterton.